# Посадкова Світлана Степанівна
Світла́на Степа́нівна Посадко́ва (рос. Светлана Степановна Посадкова; * 1937, Сатанів, нині Городоцького району Хмельницької області) — російський учений у галузі гідравліки та інженерної гідрології. Кандидат технічних наук (1975). Доцент (1980). Заступник декана факультету природокористування та інженерної екології Тверського державного технічного університету. Співавтор навчального посібника «Основи проектування та розрахунку систем водопостачання та водовідведення населених пунктів» (Твер, 2000).

## Біографія
1964 року закінчила Одеський гідрометеорологічний інститут (нині Одеський державний екологічний університет) за фахом «Гідрологія». Працювала в Управлінні гідрометеорологічної служби центральних областей Головного управління гідрометеорологічної служби при Раді Міністрів СРСР. Від 1964 року працює в Калінінському торф'яному інституті, який згодом став політехнічним (від 1994 року — Тверський державний технічний університет). Спочатку була інженером науково-дослідного сектору, від 1966 року — асистентом кафедри «Гідротехнічне будівництво».
1975 року закінчила аспірантуру за фахом «Гідравліка та інженерна гідрологія» та захистила кандидатську дисертацію. Від 1975 року працює на кафедрі гідравліки та гідравлічних машин: асистент, старший викладач, від 1980 року — доцент. У 1979—1989 роках була заступником декана гідротехнічного факультету, від 1989 року — заступником декана механіко-технологічного факультету, згодом — заступником декана факультету природокористування та інженерної екології (цей факультет утворився внаслідок об'єднання трьох факультетів — гірничого, механічного та гідротехнічного) .
Автор понад 30 наукових публікацій, методичних посібників і розробок із курсів «Гідравліка», «Гідравліка, гідрологія, гідрометрія».

## Праці
- Барекян А. Ш., Мартынов И. П., Посадкова С. С. Исследования истечения из-под плоского затвора на гребне водослива практического профиля // Сборник трудов Калининского политехнического института. — Выпуск 2. — Калинин, 1973.
- Барекян А. Ш., Мартынов И. П., Посадкова С. С. Исследование влияния горизонтальной вставки водослива на пропускную способность щитового отверстия // Научные исследования по гидротехнике в 1973 г. — Т. 1. — Ленинград: Энергия, 1974.
- Балябин В. А., Челышев А. К., Посадкова С. С., Коноплёв Е. Н. Основы проектирования и расчета систем водоснабжения и водоотведения населенных пунктов: Учебное пособие. — Тверь: Издательство Тверского государственного технического университета, 2000. — 148 с.